# Geranium hayatanum
Geranium hayatanum är en näveväxtart som beskrevs av Jisaburo Ohwi. Geranium hayatanum ingår i släktet nävor, och familjen näveväxter. Inga underarter finns listade i Catalogue of Life.